# داویت میناسیان
داویت یوریی میناسیان (ارمنی: Դավիթ Յուրիի Մինասյան؛ زاده ۱۷ فوریهٔ ۱۹۷۴) مجسمه‌ساز، آموزگار اهل ارمنستان است.

## زندگی‌نامه
وی در  ۱۷ فوریهٔ ۱۹۷۴ در تفلیس در به دنیا آمد و از کالج دولتی هنرهای زیبای پانوس ترلمزیان (۱۹۹۲) و انستیتو دولتی هنری و نمایشی ایروان (۱۹۹۸) فارغ‌التحصیل گشت. وی در  تئاتر دراماتیک ارمنی استپاناکرت و انستیتو دولتی هنری و نمایشی ایروان فعالیت کرده است. وی عضو اتحادیه نقاشان ارمنستان (۲۰۱۱) می‌باشد. وی همچنین برنده جوایزی همچون نقاش شایسته جمهوری ارمنستان شد.

## نگارخانه

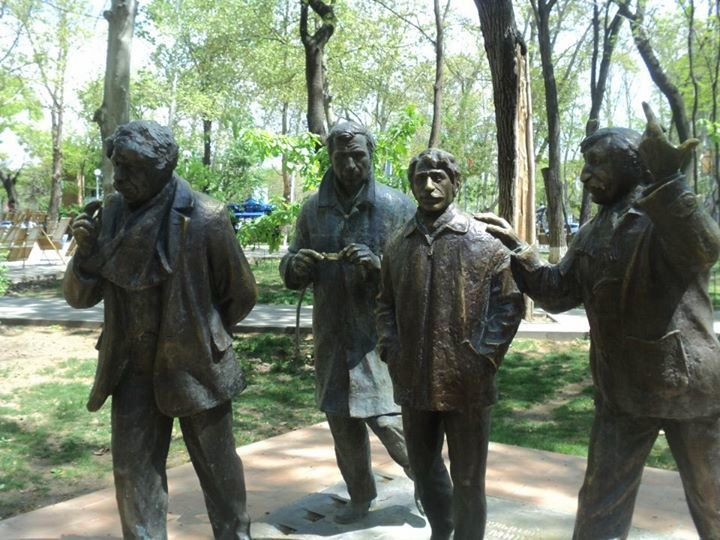
«مردان (مجسمه)»
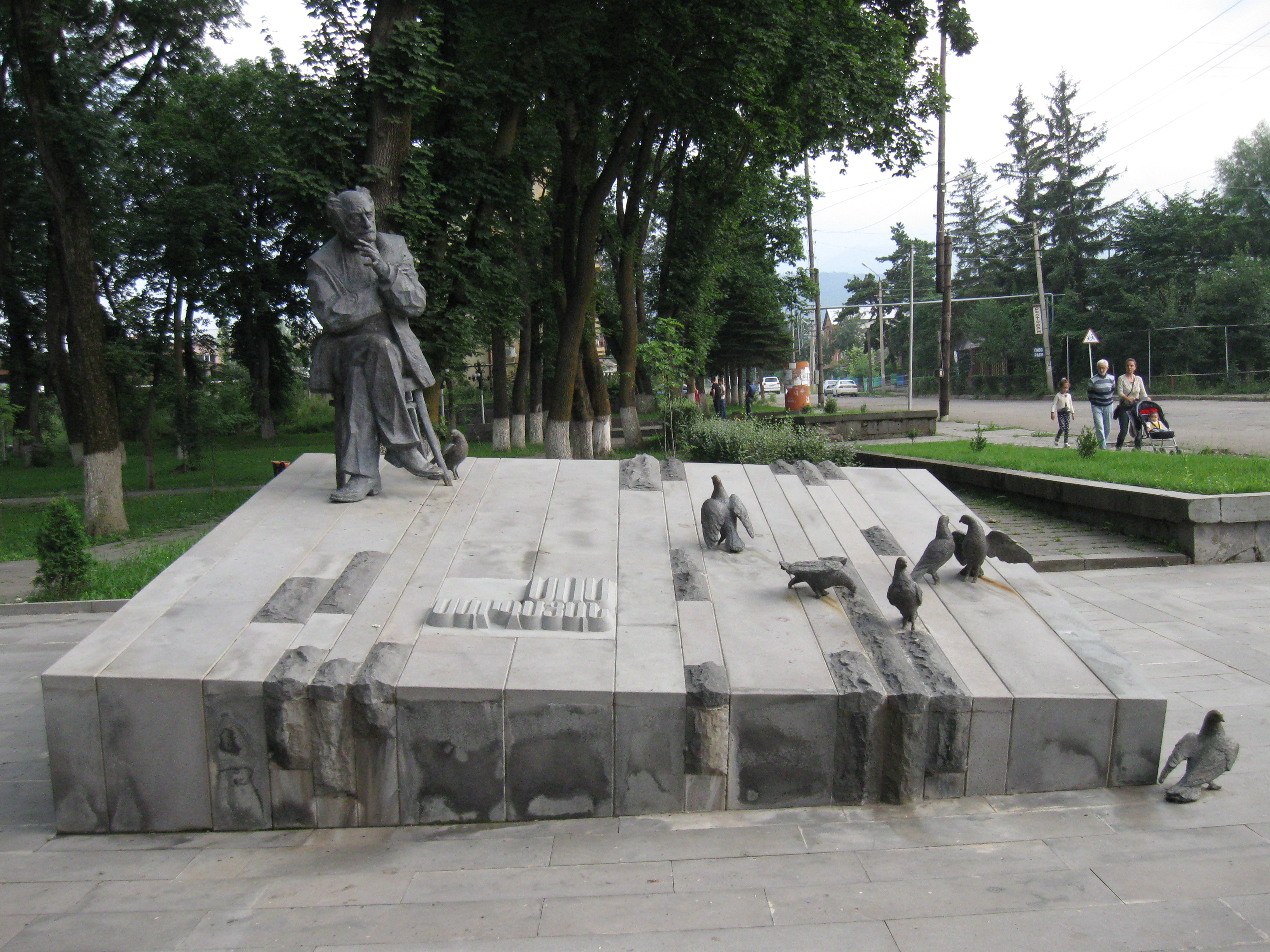
بنای یادبود سوس سارگسیان (استپاناوان)
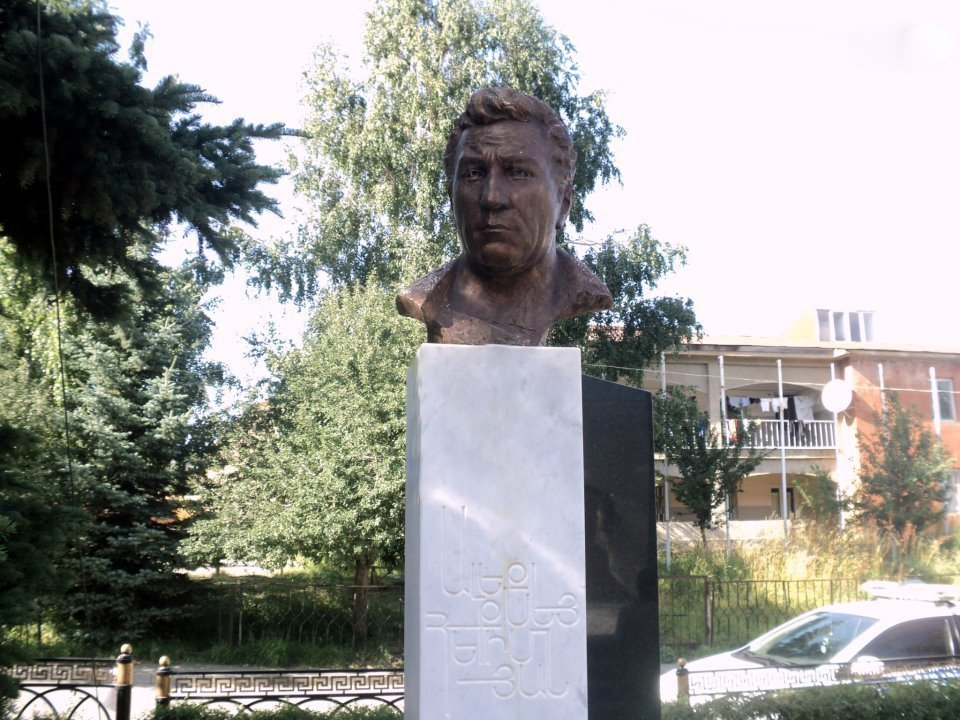
آلکسی یکیمیان
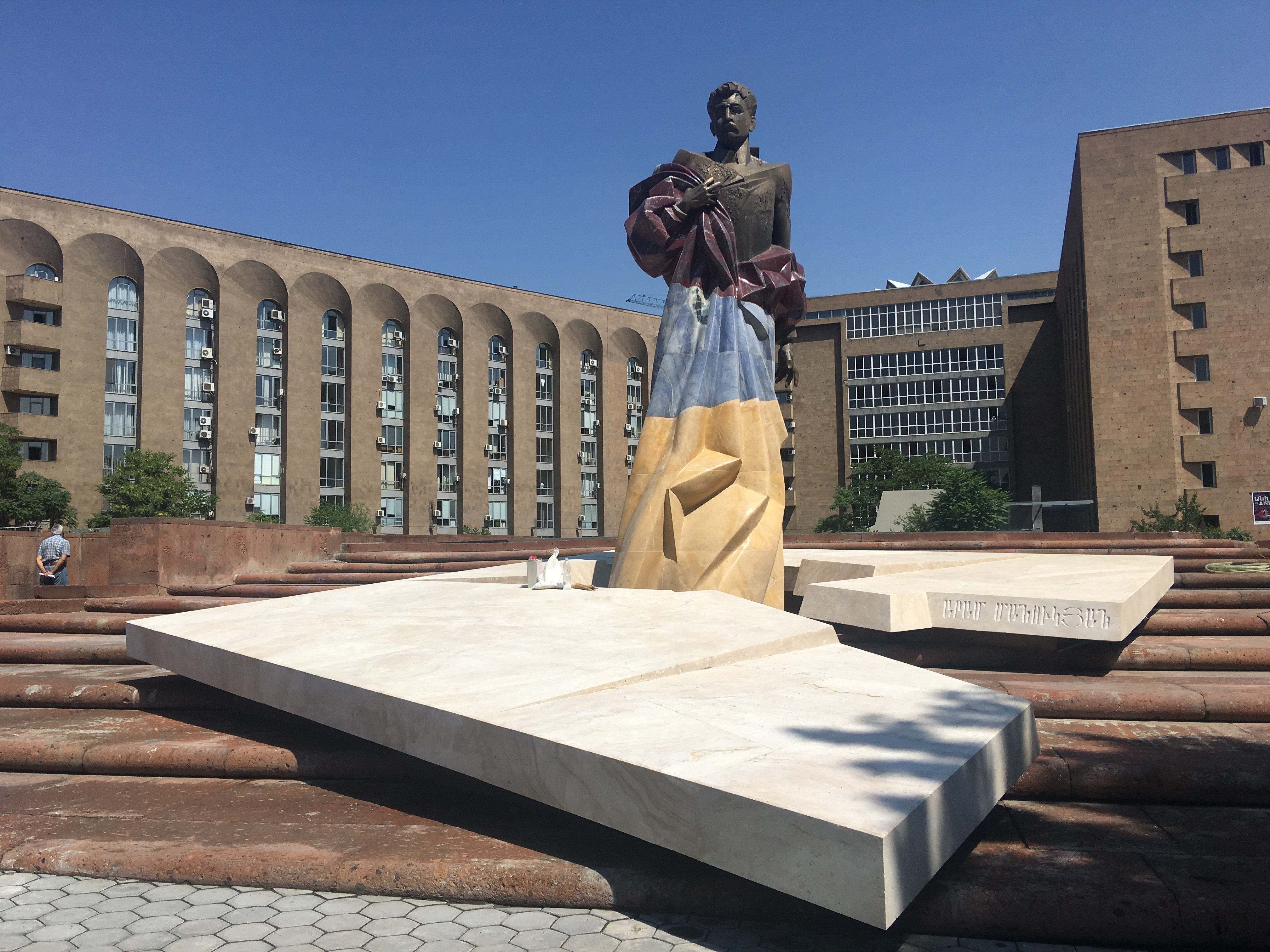
بنای یادبود آرام مانوکیان (ایروان)
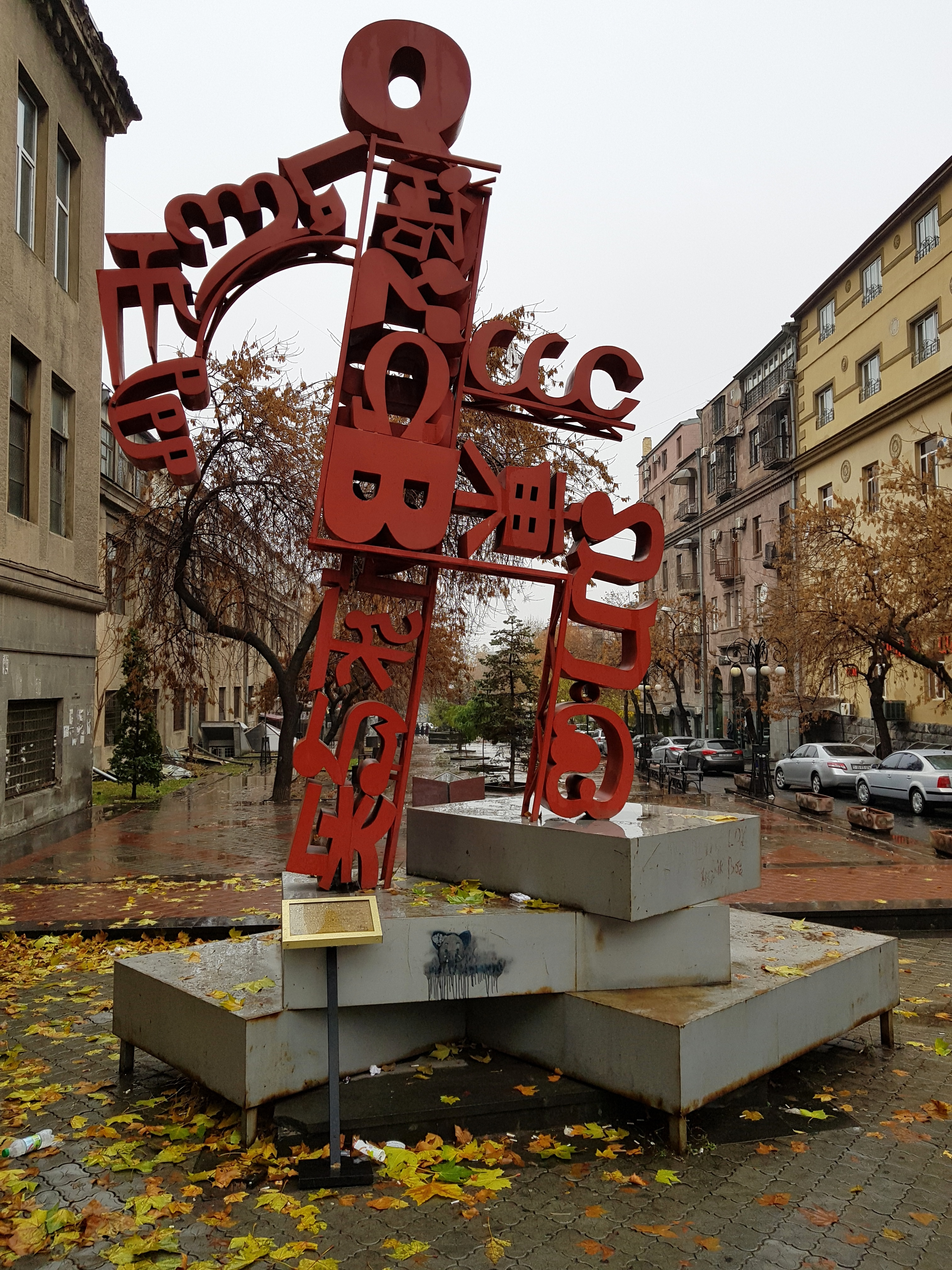
«آینده خودت را تضمین کن»
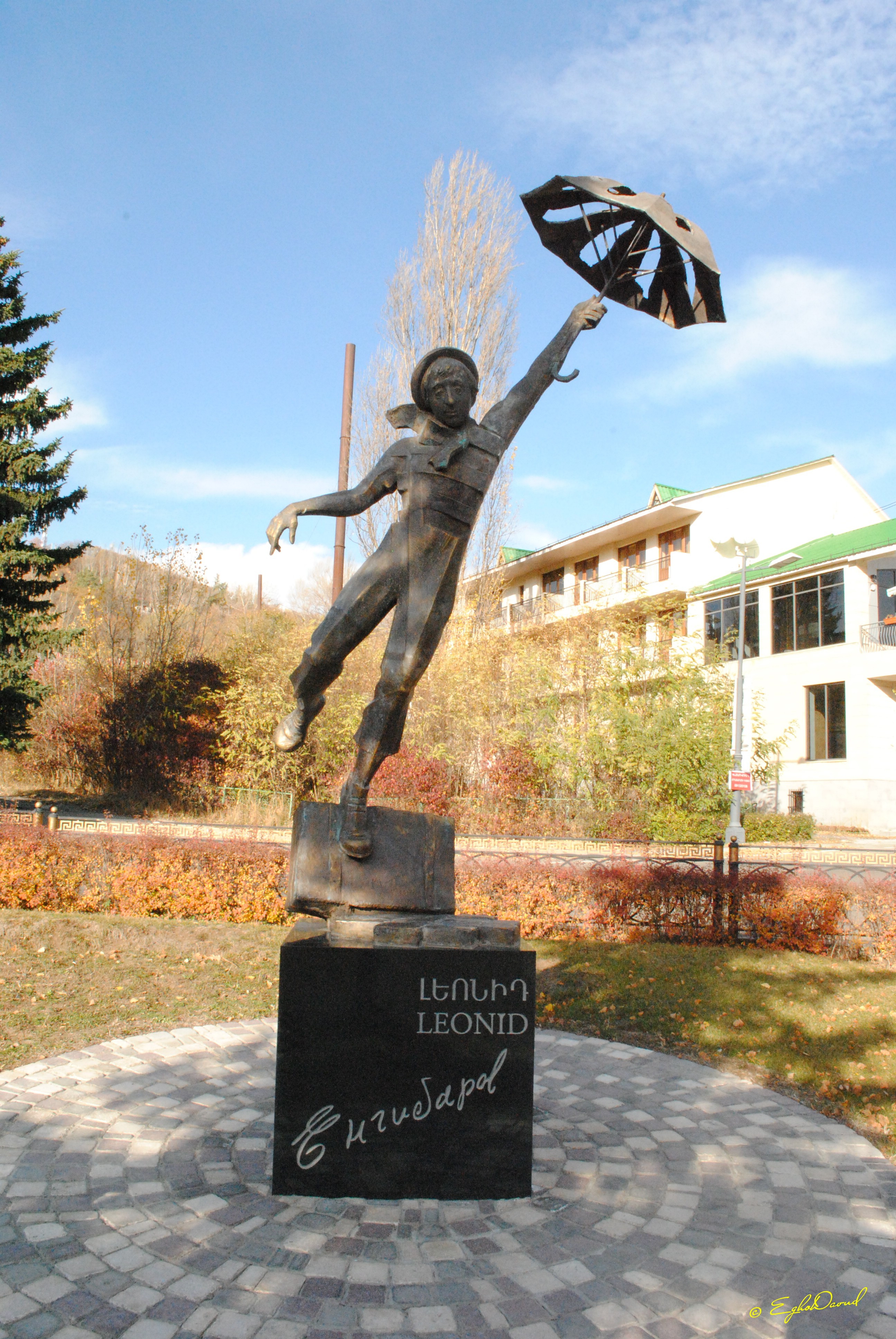
لئونید ینگیباریان
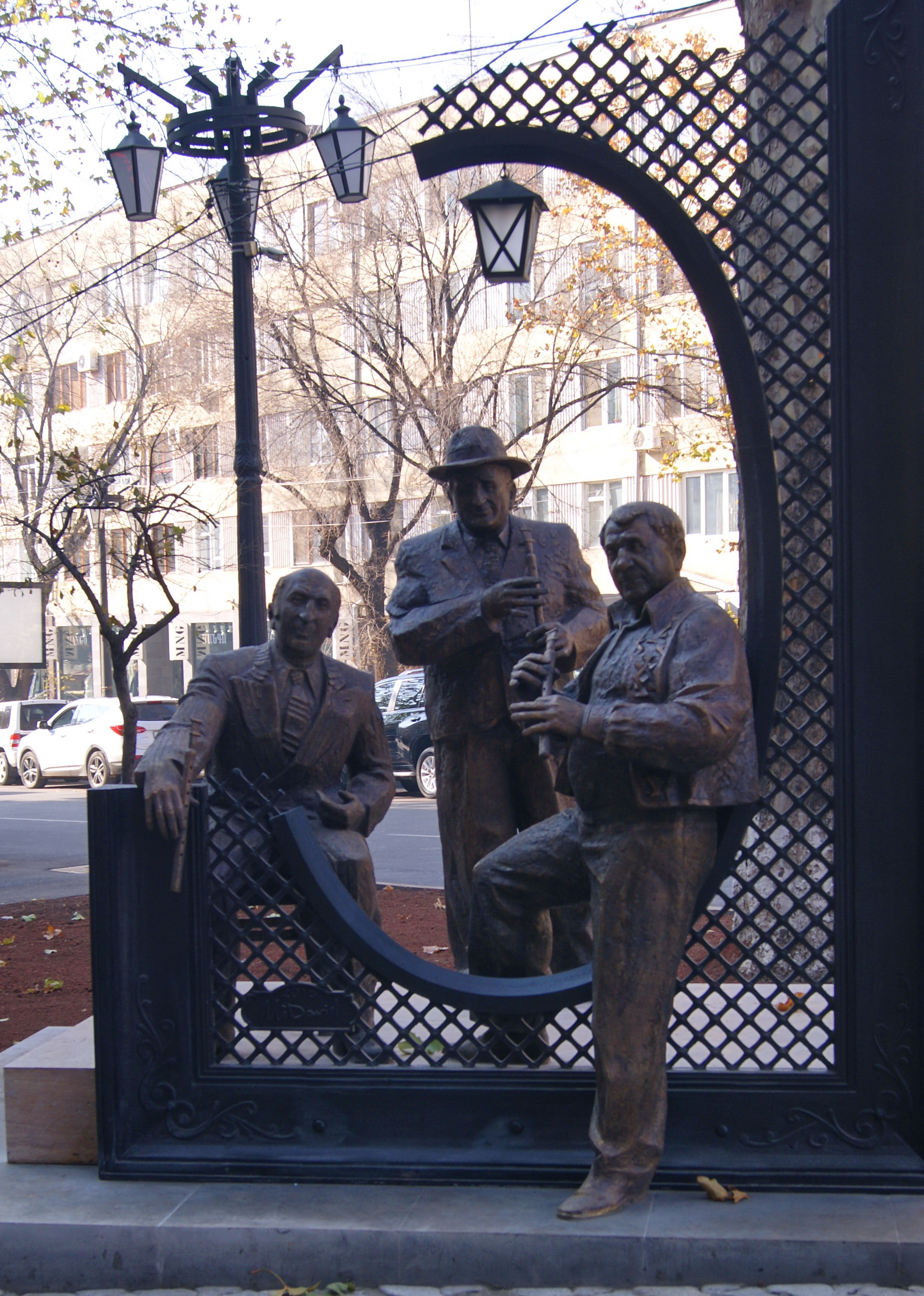
عکس باتاخیر
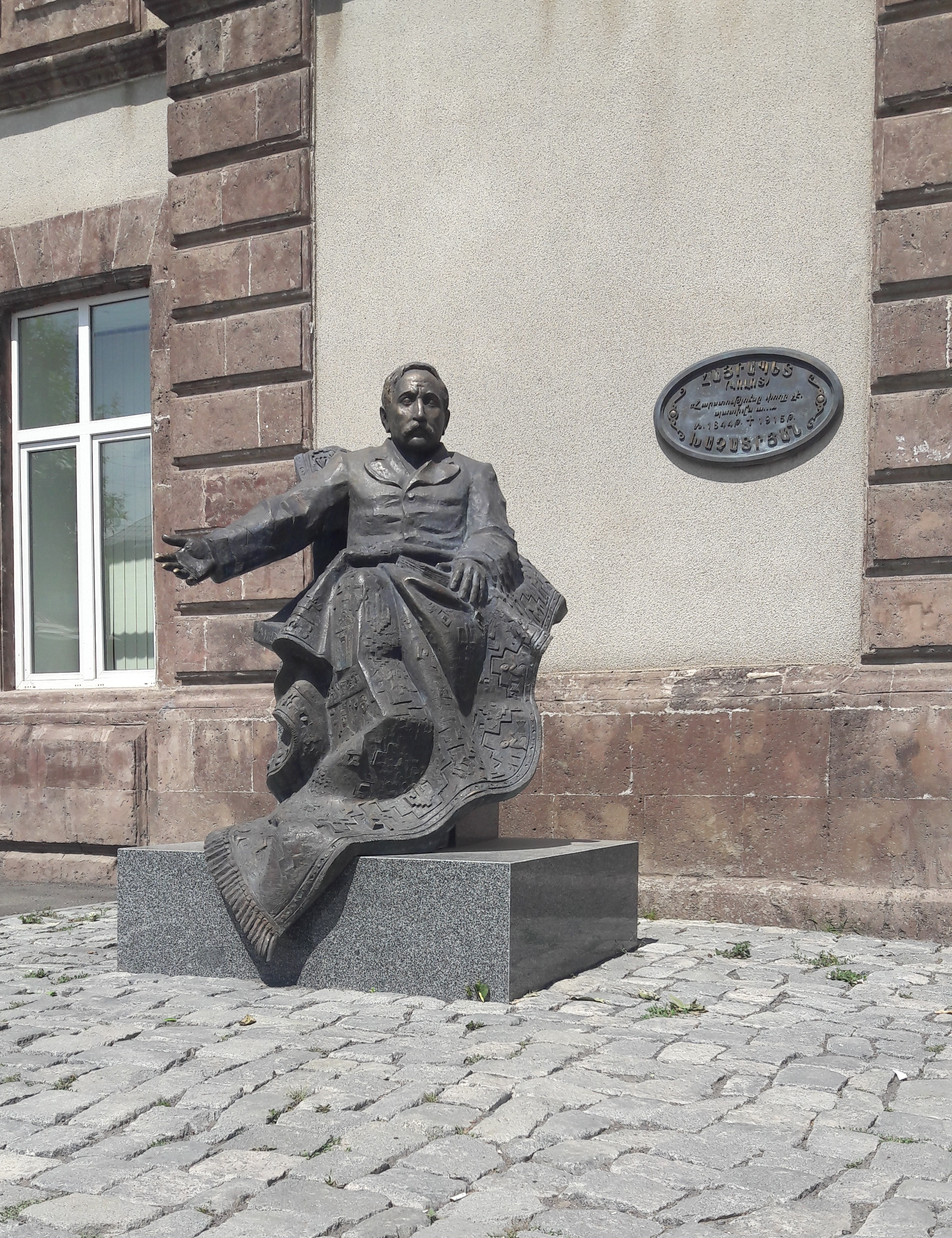
مجسمه هایراپیت خاچاطریان (کولوت) (گاوار)
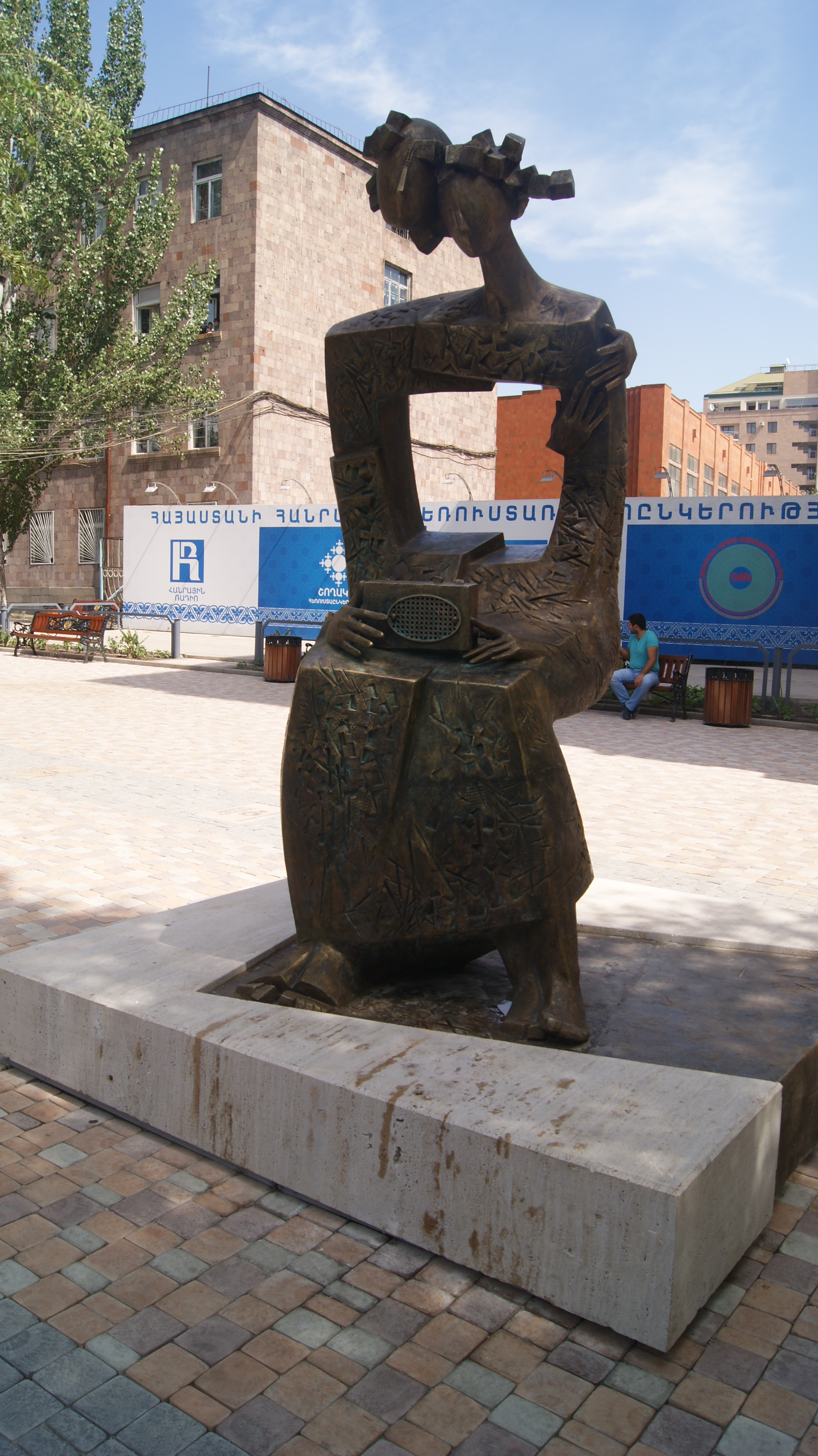
مجسمه صدا (ایروان)